# 亞蘭科羅索洛巴
亞蘭科羅索洛巴（法語：Yallankoro-Soloba），是馬里的城鎮，位於該國南部，由錫卡索區的揚福利拉省負責管轄，面積285平方公里，海拔高度312米，2009年人口11,722，人口密度每平方公里41人。